# Pangai
Pangai è un distretto delle Tonga della divisione di Haʻapai con 2 039 abitanti (censimento 2021). 

## Località
Di seguito l'elenco dei villaggi del distretto, che si trovano sull'isola di Lifuka:
- Pangai - 1 026 abitanti, capoluogo della divisione di Haʻapai
- Hihifo - 710 abitanti
- Holopeka - 132 abitanti
- Koulo - 171 abitanti

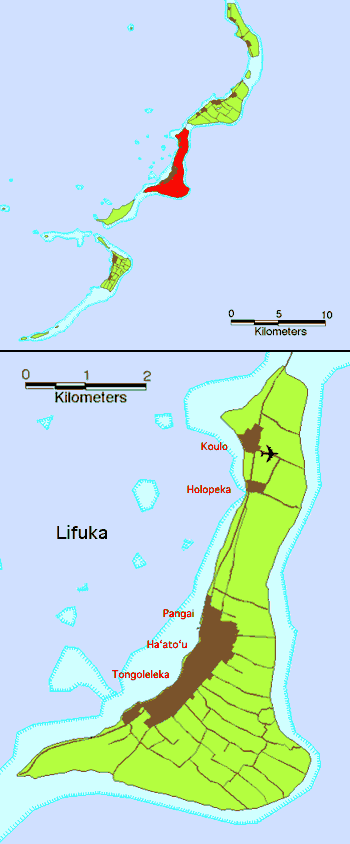
Mappa dell'isola Lifuka.
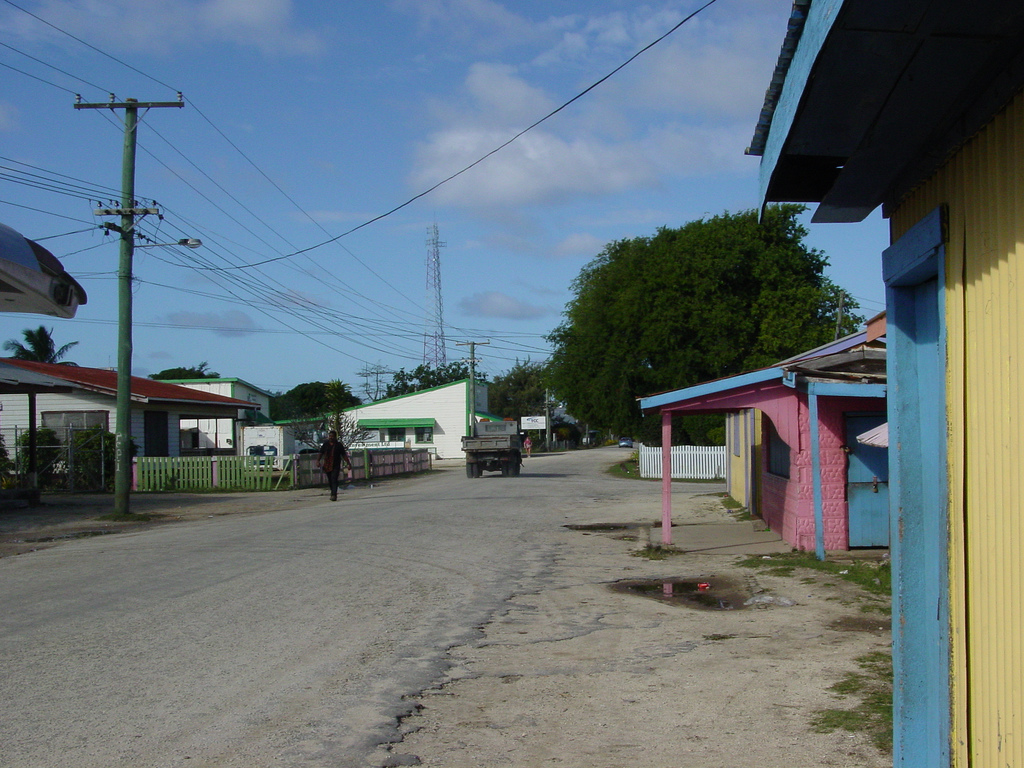
Il villaggio di Pangai.